# Наборное производство
Набо́рное произво́дство, набо́р — совокупность процессов составления печатной формы для воспроизведения с неё оттиска. Форма составляется из отдельных литер и пробельных материалов.
Различают следующие способы набора:
- металлический (ручной, горячий буквоотливной, горячий строкоотливной);
- фотонабор;
- компьютерный набор.

Также набором называют результат наборного производства — гранки, свёрстанные полосы, печатную форму.